# Chanat Buchary
Chanat Buchary (w ostatnim okresie istnienia znany także jako Emirat Buchary) – założone przez Uzbeków państwo z centrum w Mawarannahrze, w różnych okresach obejmujące też inne regiony Azji Środkowej, istniejące w latach 1500–1920.
Chanat Buchary powstał w wyniku podboju Mawarannahru przez chana Uzbeków Muhammada Szibaniego (1500–1510) z rodu Abulchajrydów, stanowiącego boczną gałąź Szibanidów. Abulchajrydzi podzielili teren chanatu na apanaże i zgodnie z obowiązującą wśród Czyngisydów tradycją obierali chanów na podstawie zasady senioratu. Ich jedność uległa jednak załamaniu w połowie XVI wieku i państwem zaczęły targać wojny domowe, z których zwycięsko wyszedł Abdullah II (1583–1598), tradycyjnie uważany za najwybitniejszego chana Buchary. Niedługo po jego śmierci Abulchajrydzi, z których większość zginęła w bratobójczych walkach, utracili władzę na rzecz innych potomków Dżocziego, Tukaj-Timurydów, zwanych także Dżanidami lub Asztarchanidami. Tukaj-Timurydzi kontynuowali tradycje rządzenia chanatem poprzez jego podział na apanaże wśród członków rodu panującego, co prowadziło do częstych konfliktów wewnętrznych i skutkowało podziałem chanatu na dwa organizmy z ośrodkiem w Bucharze i Balchu w latach 1611–1641 i 1651–1681.
W drugiej połowie XVII wieku państwo pogrążało się w coraz głębszym kryzysie spowodowanym przede wszystkim spadkiem znaczenia tradycyjnych szlaków karawanowych prowadzących przez Azję Środkową. Znaczenie władzy centralnej spadło na rzecz przywódców plemiennych i ostatecznie w pierwszej połowie XVIII wieku faktyczna władza przeszła w ręce wodzów plemienia Mangytów, którzy rządzili w imieniu marionetkowych chanów. Ostatni z nich został zdjęty z tronu w roku 1785 i odtąd Mangyci przejęli władzę także formalnie. Mangyci, ponieważ w przeciwieństwie do Abulchajrydów i Tukaj-Timurydów nie byli Czyngisydami, początkowo nie używali tytułu chana, lecz emira. Począwszy jednak od panowania Nasrullaha (1827–1860) używali zarówno tytułu chana, jak i emira, tak że ich państwo można nazywać zarówno chanatem jak i emiratem. Wykorzystując wzrost dochodów państwa wynikający z postępującego od XVIII wieku rozwoju handlu z Rosją Mangyci przekształcili Chanat Buchary w despotyczną monarchię opartą na zależnej od chana biurokracji. W roku 1868 przegrali jednak wojnę z Rosją i utracili niepodległość, stając się jej protektoratem. W roku 1920 Chanat Buchary został zniesiony przez bolszewików - z jego terytorium utworzono Bucharską Ludową Republikę Radziecką.

## Abulchajrydzi

### Ustanowienie chanatu

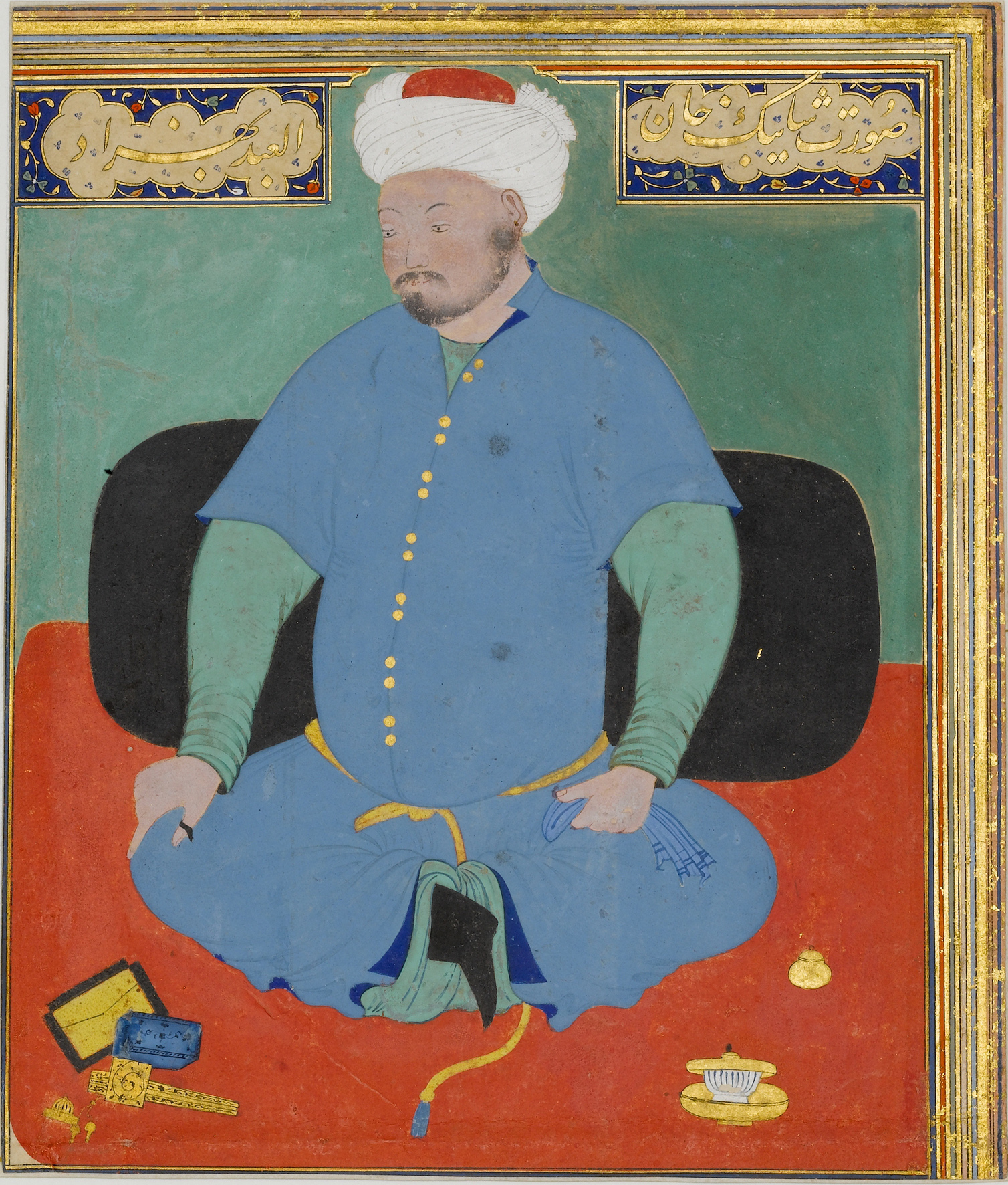
Portret Szibani-chana. Miniatura przedstawia go jako uczonego z przyborami do pisania i książką, chociaż nadal nosi on pierścień łucznika. Zgodnie z umieszczoną na miniaturze kaligrafią jej autorem był "niewolnik" Behzad, jednak bardziej prawdopodobne wydaje się autorstwo malarza wykształconego w Heracie, który znalazł się na uzbeckim dworze. Zbiory Metropolitan Museum of Art

Chanat Buchary został założony przez Abulchajrydów, gałąź Szibanidów, która wzięła swoją nazwę od chana Abulchajra (1428–1468). To on jako pierwszy zjednoczył pod swoją władzą większość koczowniczych Uzbeków i urządzał regularne najazdy na terytoria Timurydów. Jednak po jego śmierci utworzona przez niego plemienna konfederacja rozpadła się. Właściwym założycielem Chanatu Buchary miał stać się wnuk Abulchajra, Muhammad Szibani (1500–1510), który po śmierci swojego dziadka służył jako najemnik u lokalnych Timurydów oraz chana Czagataidów Sultana Mahmuda (1487–1508/1509). Po tym jak w latach 1494–1495 zmarli rządzący w Azji Środkowej trzej synowie Abu Sa’ida (1451–1469) – Sultan Ahmad (1469–1494), Umar Szajch (1469–1494) i Mahmud Sultan (1469–1495) – cały region pogrążył się w chaosie ciągłych walk pomiędzy ich potomkami, Czagataidami i Kazachami. Szibani-chan wykorzystał tę sytuację do zdobycia Samarkandy i Buchary w latach 1500–1501, co spowodowało zasilenie jego szeregów przez wiele plemion służących do tej pory Timurydom lub Czagataidom. To pozwoliło mu na przeprowadzenie całej serii kampanii, w trakcie których zajął Kotlinę Fergańską i Taszkent (1502), Urgencz i Chiwę (1504–1505), Balch (1505), Herat (1507) oraz Meszhed i Astarabad (1508), to jest większość zachodniej Azji Środkowej.
Osiągnięcia Szibaniego opierały się na jego militarnym geniuszu i osobistej charyzmie, stąd kiedy w roku 1510 zginął on w walce z Isma'ilem (1501–1524) z rodu Safawidów utworzone przez niego państwo niemal natychmiast się rozpadło. Isma'il zajął Chorasan i Herat, zaś wspierany przez niego stary przeciwnik Szibaniego, Timuryda Babur (1494–1530), Balch, Bucharę i Samarkandę. We wschodnim Mawarannahrze emirowie lojalni w stosunku do Czagataidów wyparli Abulchajrydów z Kotliny Fergańskiej i Taszkentu. W Chorezmie władzę przejęła konkurencyjna w stosunku do Abulchajrydów gałąź Szibanidów, Arabszahidzi, dając tym samym początek Chanatowi Chiwy. Z końcem 1511 roku Abulchajrydzi stracili każde większe miasto zdobyte niegdyś przez Szibaniego. Niemniej późną zimą 1512 roku, zachęceni ogólnym niezadowoleniem z nowych rządów, wuj Szibaniego Sujundżuk oraz jego bratanek Ubajdullah (1533–1539) zaatakowali odpowiednio Taszkent i Bucharę. Obaj osiągnęli sukces przepędzając Czagataidów i Babura, zaś Abulchajrydzi odzyskali kontrolę nad Taszkentem, Samarkandą i Bucharą. Następnej zimy duża safawidzka armia została przepędzona przez siły Abulchajrydów w starciu w pobliżu Gʻijduvon.

### Stabilizacja

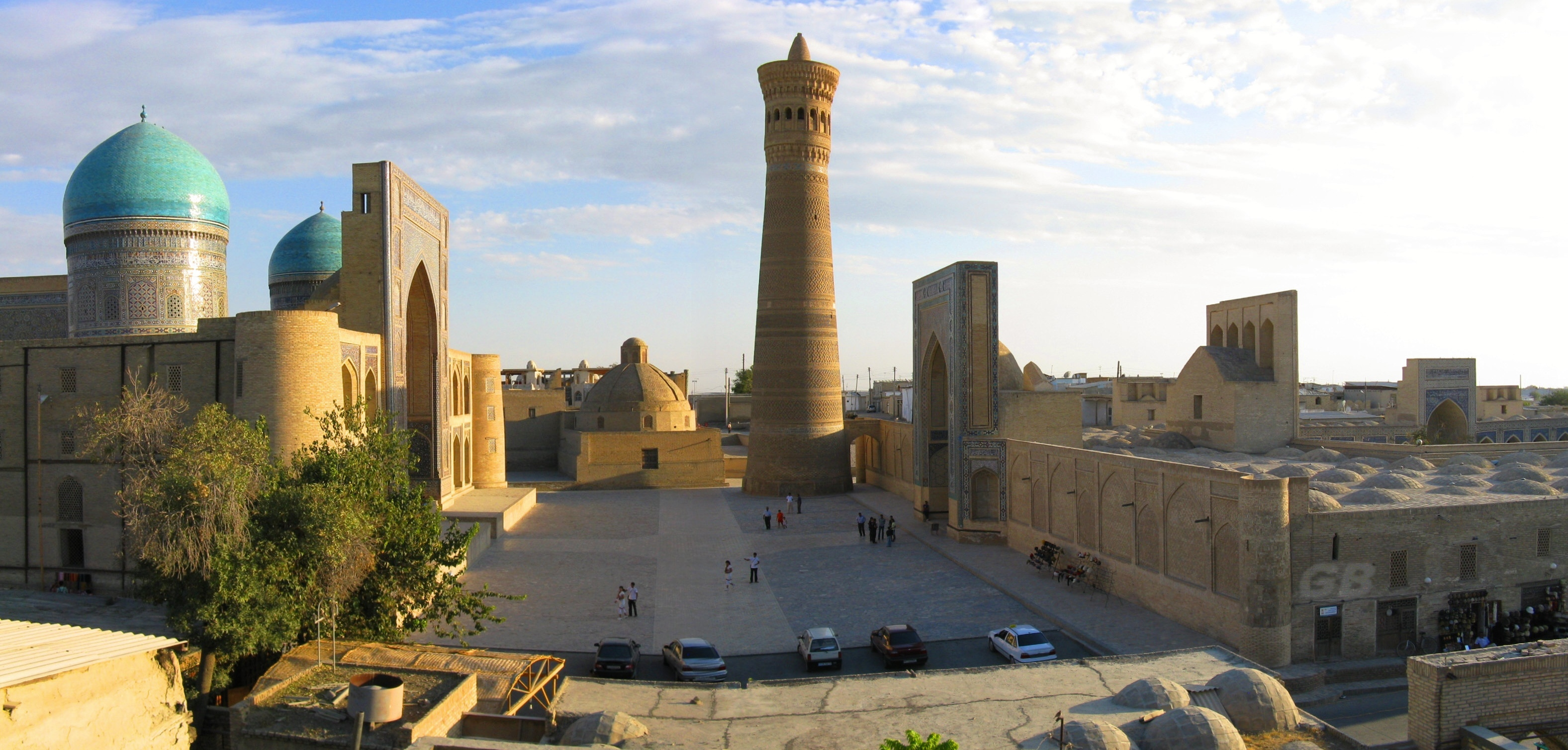
Kompleks Pa-ji Kalan w Bucharze składający się z Minaretu Kalan wzniesionego w 1127 przez Karachanidę Muhammada Arslan-chana, meczetu Kalan (po lewej stronie), który w XV wieku przeszedł renowację, ukończoną w 1514, oraz medresy Mir-i Arab (po prawej stronie), zbudowanej w latach 1535-1536

Jeszcze w roku 1512 Abulchajrydzi zwołali kurułtaj i zgodnie z dawną turecko-mongolską tradycją wybrali na chana seniora rodu, syna Abulchajra Kuczkuncziego (1512–1530). Jednocześnie podbite terytorium podzielono na apanaże przyznane czterem klanom wywodzącym się od synów Abulchajra. Spośród jego dwóch nadal żyjących synów Kuczkunczi-chan otrzymał timurydzką stolicę Samarkandę zaś jego brat Sujundżuk zdobyty przez siebie Taszkent. Potomkom Szah Budaka, reprezentowanym przez jego wnuka Ubajdullaha, przyznano Bucharę, zaś potomkom Chodży Muhammada, reprezentowanym przez jego syna Dżanibeka, przyznano Karmanę i Miankal. W ciągu następnego ćwierćwiecza klany Abulchajrydów konsolidowały i poszerzały terytoria swoich apanaży. Kuczkunczidzi szukali możliwości ekspansji w dolinach dzisiejszego Tadżykistanu i Badachszanie. Sujundżukidzi początkowo walczyli z Czagataidami, by potem sprzymierzyć się z nimi przeciwko Kazachom. Dżanibekidzi, którzy otrzymali najmniej cenną dzielnicę, znacznie powiększyli swoją fortunę gdy w roku 1526 zdobyli Balch. Ubajdullah poprowadził szereg kampanii przeciwko Chorasanowi lecz objęcie przez niego stanowiska chana w roku 1533 oznaczało przynajmniej tymczasowy koniec walki o ten region. Z końcem jego panowania „chanat Abulchajrydów ustabilizował się jako czwórdzielne państwo z centrum w Balchu, Bucharze, Samarkandzie i Taszkencie ze stolicą przenoszącą się do centrum danego apanażu wraz z sukcesją kolejnego chana. Chanat utrzymywał swoją jedność, z sukcesją w ramach panującego klanu, ale rządy chana miały teraz charakter formalny, tytularny i po większej części nominalny, z realną władzą spoczywającą w ręku naczelników apanaży, stanowiących mikrokosmos chanatu”.
Za panowania Abulchajrydów na czele najwyższej administracji państwowej stał chan. Drugą pozycję w elicie władzy zajmował nakib, pierwszy doradca chana tak w sprawach polityki wewnętrznej, jak i zagranicznej. Zajmował się on także przygotowaniem wypraw wojennych, i wypełniał funkcje wysłannika. W państwie tym zachowano, podobnie jak u Timurydów, instytucję najwyższego wezyra – diwanbegi. Niezwykle interesującym stanowiskiem, zajmującym wysokie miejsce w hierarchii elit władzy był kökeltasz, bliski człowiek władcy odpowiedzialny za orientację w tym, jak do jego polityki ustosunkowana jest ludność. Ważną rolę odgrywali też atalikowie, zarządzający poszczególnymi regionami kraju do uzyskania pełnoletności przez poszczególnych Szibanidów, a także perwanachi, którzy dostarczali decyzje chana do osób odpowiedzialnych za ich wykonanie oraz esauł, zajmujący się stosunkami między chanem a innymi Szibanidami. Za bezpieczeństwo i porządek na dworze chana odpowiadał z kolei eshikagabashi, zaś dadho – poprzez przyjmowanie zażaleń i ustosunkowywanie się do nich – za przestrzeganie w państwie praworządności. Rozpowszechniona była godność emira, którą monarchowie bucharscy obdarowywali przywódców plemiennych oraz inne wpływowe osoby.

### Wojna domowa i zwycięstwo Abdullaha-chana

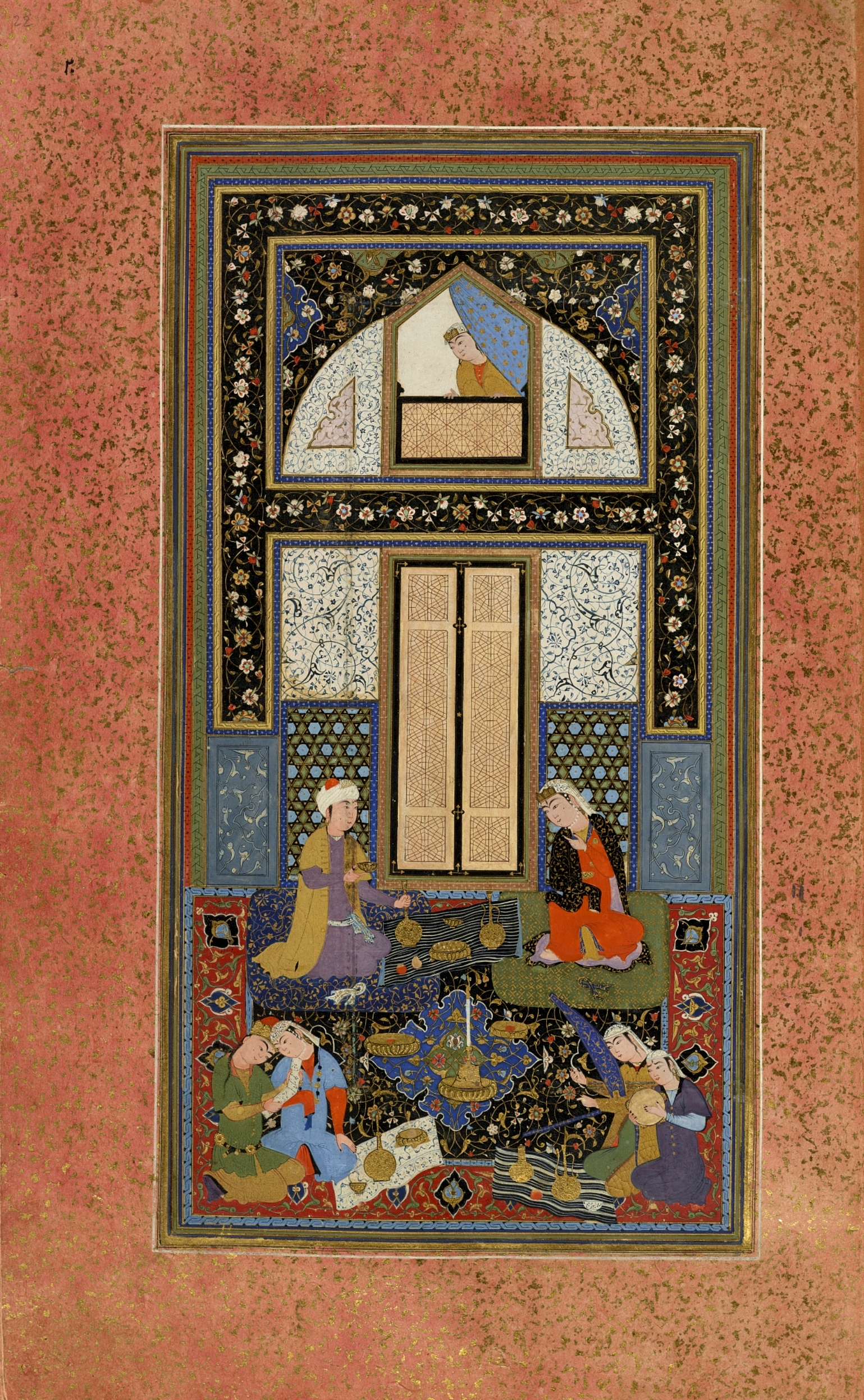
Bahram Gur i księżniczka w Czarnym Pawilonie. Ilustracja do Haft manzar Hatefiego autorstwa Szejchzade. Buchara, 1538. Zbiory Freer Gallery of Art w Waszyngtonie

Aż do połowy XVI wieku sukcesja najstarszego Abulchajrydy przebiegała bez przeszkód i integralność systemu klanowych apanaży była respektowana. Jednakże wraz z tym jak kolejne „pokolenia dojrzewały i coraz większa ilość książąt (sultans) domagała się udziału w zbiorowym dziedzictwie, apanaże musiały powiększać się albo przez aneksję terytoriów nie-szibanidzkich albo przez eliminację lub podporządkowanie klanów kuzynów”. Kiedy w roku 1550 Szah Budakidzi nie mogli dojść do porozumienia co do dziedziczenia w ramach swojego apanażu doszło do wojny domowej, ponieważ przywódca Dżanibekidów, Pir Muhammad (1556–1561), postanowił wykorzystać tę sytuację do zdobycia Buchary. Szah Budakida Muhammad-Jar wezwał jednak na pomoc chana Abdullatifa (1540–1552) i przywódcę Sujundżukidów Nauruza Ahmada (1552–1556), tak że w walkę zaangażowały się wszystkie cztery apanaże. Abdullatif wraz z Nauruzem Ahmadem zajęli Miankal, tym samym pozbawiając apanażu brata Pir Muhammada Iskandera (1561–1583). W ciągu następnych kilku lat Dżanibekidzi próbowali wykorzystać każdą okazję do odzyskania dawnej pozycji, przy czym najbardziej aktywny okazał się syn Iskandera Abdullah (1583–1598). Po śmierci Nauruza Ahmada w roku 1556  odzyskał on Miankal, następnie zaś wypędził synów Nauruza Ahmada z Samarkandy, by w maju 1557 roku zdobyć Bucharę, ostatecznie anektując apanaż Szah Budakidów. Buchara miała odtąd już pozostać stolicą chanatu. Był to pierwszy z czterech pierwotnych apanaży, który przestał istnieć. Jednocześnie Abdullahowi udało się doprowadzić do ustanowienia chanem jego wuja Pir Muhammada.
Następne ćwierćwiecze to właściwie jedna długa wojna domowa pomiędzy poszczególnymi odłamami dynastii co było spowodowane tym iż „klanowa solidarność zarówno pomiędzy jak i w ramach apanaży załamała się gdy pokoleniowa zmiana i wzrost liczby sułtanów w każdym apanażu doprowadziły do powstania niemożliwej do zaspokojenia presji na dostępne zasoby”. W ciągłych walkach wyłoniły się dwie główne siły konkurujące o przywództwo. Pierwszą był ród Iskandera wśród Dżanibekidów, w ramach którego odmiennie od innych zgodnie współdziałali ze sobą jego trzej synowie, wspomniany już Abdullah, Ibadullah i Abdel Kuddus oraz ich kuzyn Uzbek. Drugą Sujundżukidzi na czele których stał Baba Sultan, syn Nauruza Ahmada. Abdullah metodycznie zmierzał zarówno do zapewnienia Iskanderydom monopolu na władzę w ramach swojego apanażu jak i ostatecznie do zdominowania całego chanatu. Jego ociężały umysłowo ojciec był jedynie marionetką w jego rękach. W roku 1561 Abdullah ustanowił swojego ojca nominalnym chanem, wcześniej zmuszając do ustąpienia swojego wuja Pir Muhammada. W roku 1573 Abdullah zdobył Balch, a w 1574 Hisar, eliminując tym samym inne gałęzie swojego klanu z apanażu Dżanibekidów. Jednocześnie cały czas trwała walka z Babą Sultanem, która najczęściej przyjmowała formę wspierania przez każdą ze stron swojego kandydata do władzy nad Kuczkunczidami. W roku 1578 Abdullah zdobył Samarkandę i skazał na śmierć ostatniego panującego w niej Kuczkunczidę, Dżawanmarda Alego. W roku 1582 ten sam los spotkał Babę Sultana i Dżanibekidzi zostali jedynymi władcami chanatu.

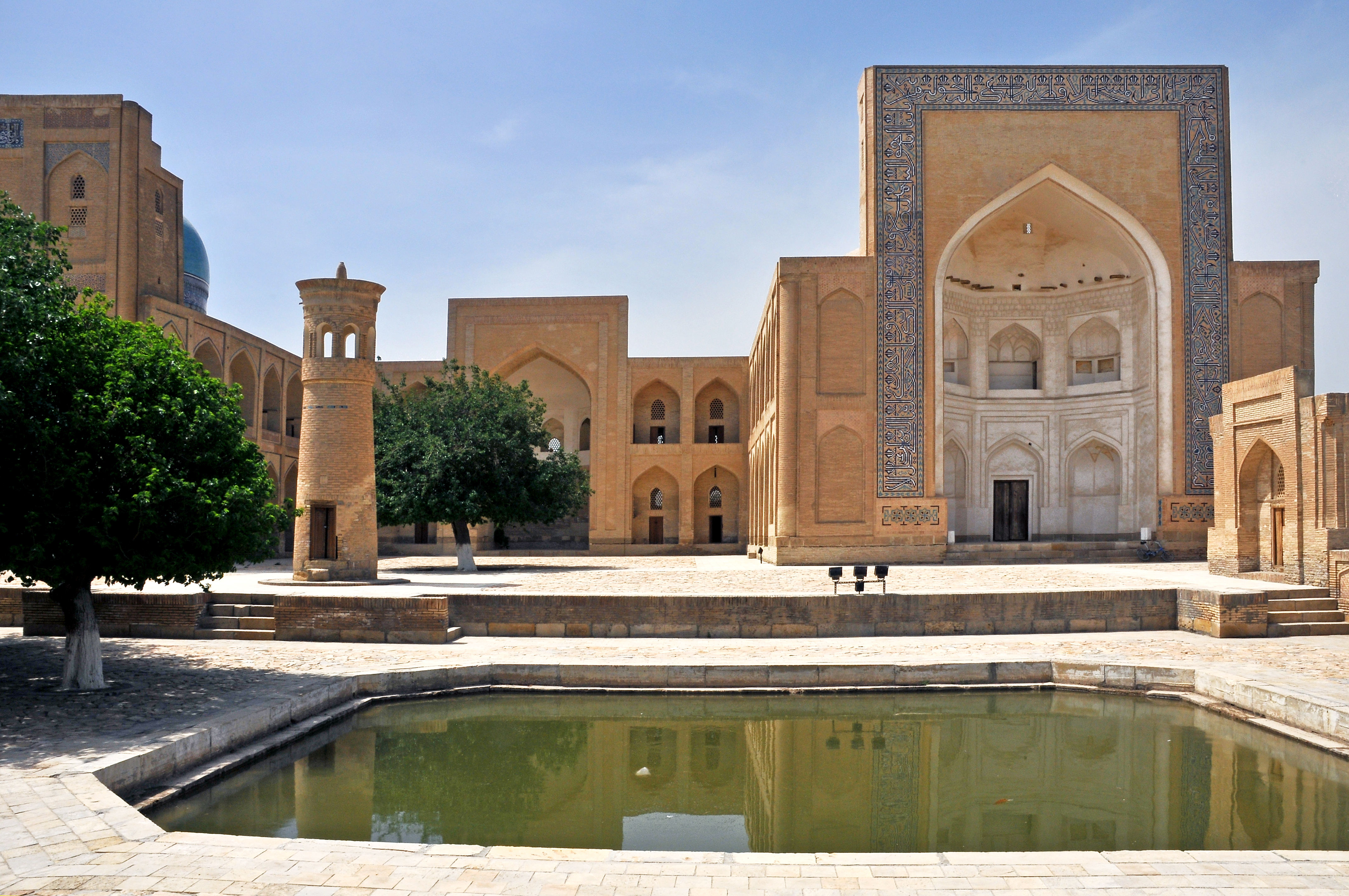
Mauzoleum Czar Bakr wybudowane w pobliżu Buchary w latach 1559-1569

Po śmierci swojego ojca w roku 1583 Abdullah przyjął tytuł chana. Energię uwolnionych od wewnątrz dynastycznych sporów Uzbeków skierował on teraz na zewnątrz. Jeszcze przed śmiercią swojego ojca w roku 1583 zajął Kotlinę Fergańskę. W roku 1584 zdobył na Timurydach Badachszan, zaś jego syn Abdel Mumin (1598) dwa lata później odparł mogolską próbę odbicia regionu. Uwaga Abdullaha skierowała się teraz na safawidzki Chorasan. W roku 1588 zdobył on Herat, zaś w roku 1589 także Meszhed, Niszapur i Sabzewar. Władza chanatu została uznana także w Kandaharze i Sistanie. Ważną rolę w tych walkach odgrywał Abdel Mumin, od roku 1582 dzierżący apanaż z ośrodkiem w Balchu, jednak stosunki pomiędzy nim a ojcem stały się napięte kiedy ten nie przekazał mu oczekiwanego przez niego Heratu, lecz oddał go we władanie emira Kul Baby Kökeltasza. Pomimo to pod koniec 1590 roku Abdullah zwołał kurułtaj na którym obwołano Abdel Mumina jego następcą. Inną konsekwencją wypraw na Chorasan był wzrost roli rodu należącego do innej niż Szibanidzi gałęzi Dżoczydów, Tukaj-Timurydów, którego pierwszy środkowoazjatycki przywódca, Jar Muhammad, otrzymał za żonę córkę Iskandera. Z tego związku przyszedł na świat Dżani Muhammad (1599–1603), którego trzej synowie, Din Muhammad, Baki Muhammad (1603–1606) i Wali Muhammad (1606–1612), brali udział w kampaniach w Chorasanie i z nadań Abdullaha oraz własnych zdobyczy utworzyli znaczący apanaż, obejmujący m.in. Kunduz, Ghohistan i Sistan. W latach 1593 i 1595/1596 Abdullah wyprawiał się na Chorezm i podbił Chanat Chiwy rządzony przez Arabszahidów.

### Abdel Mumin i upadek Abulchajrydów

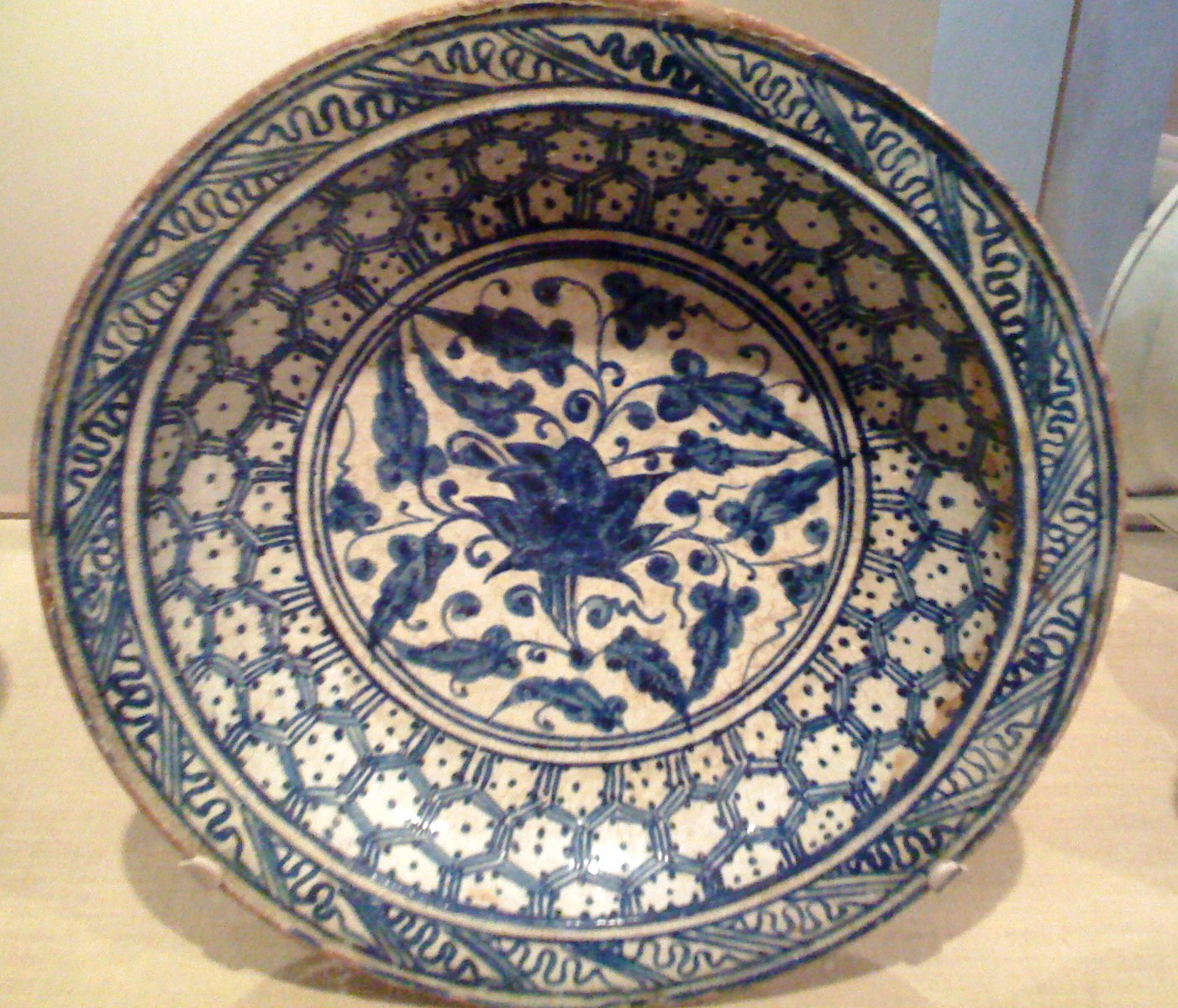
Miska ze wzorem w kształcie piwoni. Buchara, XVI w. Zbiory San Antonio Museum of Art

Abdullah zmarł w lutym 1598 roku i tron objął Abdel Mumin. Natychmiast przystąpił on do czystki wśród dawnych emirów swojego ojca, z Kul Babą Kökeltaszem na czele, a także do likwidacji swoich krewnych, którzy w jego mniemaniu mogliby stanowić dla niego zagrożenie. W rezultacie już po czterech miesiącach został zamordowany przez spiskowców. Po śmierci Abdel Mumina, w wyniku wcześniejszych wojen domowych i jego własnych poczynań pozostało niewielu Abulchajrydów posiadających pozycję i doświadczenie odpowiednie do pretendowania do tronu. W tej sytuacji najpoważniejszy kandydatem wydawał się być chan Kazachów Tewekkel (1584–1598), który jeszcze za panowania Abdel Mumina zajął Taszkent. Także Chorezm został utracony, gdy wykorzystując zamęt po śmierci Abdullaha Arabszahidzi na powrót ustanowili swój chanat. Niechętni Kazachom emirowie szukali kandydata, który mógłby przeciwstawić się Tewekkelowi, i w rezultacie w Bucharze ogłoszono chanem wnuka Dżanibeka Pir Muhammada (1598–1599). W tym samym czasie w Chorasanie Tukaj-Timurydzi, których faktycznym przywódcą był Din Muhammad, obwołali chanem Dżani Muhammada. Din Muhammad wyruszył w kierunku Heratu, jednak pod miastem pojawiła się armia szacha Abbasa (1588–1629), który chciał wykorzystać śmierć Abdullaha do odbicia utraconych posiadłości. W bitwie z siłami Safawidów Tukaj-Timurydzi ponieśli klęskę, a Din Muhammad stracił życie. Osłabieni Tukaj-Timurydzi podporządkowali się teraz Pir Muhammadowi, pomagając mu w pokonaniu Tewekkela, który w międzyczasie zajął Samarkandę i przystąpił do oblegania Buchary. W bitwie pod miastem został jednak pokonany i zmarł jakiś czas później w wyniku odniesionej rany. W nagrodę za pomoc Pir Muhammad przyznał Samarkandę Baki Muhammadowi, ten zaś wykorzystał pierwszy poważniejszy bunt wśród emirów chana i wiosną 1599 roku pokonał go i zabił w bitwie pod Bag-i Szamal, kończąc tym samym panowanie Abulchajrydów.

## Tukaj-Timurydzi

### Początki panowania

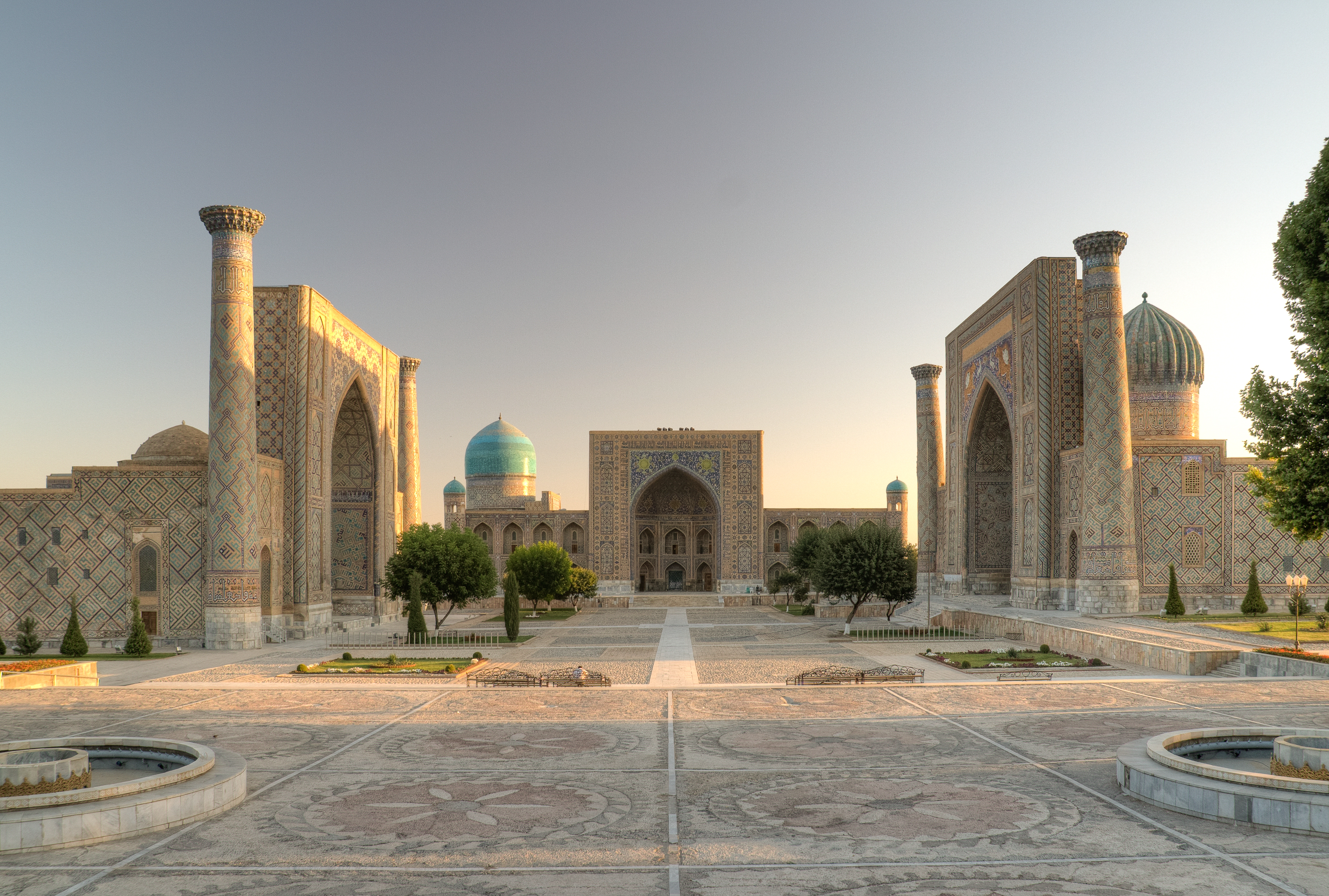
Plac Registan w Samarkandzie i jego trzy medresy. Od lewej: powstała w latach 1417-1421 Medresa Uług Bega, zbudowana w latach 1646-1660 Medresa Tilakari oraz wzniesiona w latach 1616-1636 Medresa Szirdar

Po zwycięstwie nad Abulchajrydami Tukaj Timurydzi zwołali kurułtaj i wybrali na chana Dżani Muhammada (stąd, od imienia ich pierwszego chana, rządzący w Bucharze Tukaj-Timurydzi nazywani są czasem Dżanidami. Ponieważ przybyli do Azji Środkowej z Astrachania, nazywa się też ich czasem Asztarchanidami, od tureckiej nazwy miasta), po czym przystąpili do podziału państwa na apanaże. W rezultacie Dżani Muhammad otrzymał Samarkandę, Baki Muhammad Bucharę, zaś Wali Muhammad Sagardż. Baki Muhammad był faktycznym przywódcą Tukaj-Timurydów, stojącym za swoim ojcem, który został chanem zgodnie z tradycją senioratu. Najpoważniejszym problemem z jakim musiał się zmierzyć była interwencja Safawidów w rejonie Balchu, która polegała na wspieraniu kolejnych pretendentów do tronu wywodzących się ze starej dynastii. W roku 1600 Wali Muhammad zdobył Balch i Baki Muhammad oddał mu miasto w jego władanie. Safawidzki atak przedsięwzięty jesienią 1602 roku zakończył się całkowita porażką. W Badachszanie książę Badi-az-Zaman Mirza starał się przywrócić władzę Timurydów, jednak Baki Muhammad pokonał go i zabił w marcu 1603 roku. Gdy w tym samym roku Dżani Muhammad zmarł kurułtaj wybrał Baki Muhammada chanem. Musiał się on teraz zmierzyć ze sprzymierzonymi z Kirgizami i Kazachami Sujundżukidami, na których czele stał wnuk Nauruza Ahmada Kildi Muhammad-chan. Wiosną 1604 roku jego chanat uznawał Taszkent, Turkiestan i Kotlina Fergańska. Baki Muhammad poprowadził swoją armię aż w rejon Szahruchijji, ale w obliczu oddziałów Kildi Muhammada jego wojska zawróciły i uciekły do Samarkandy. Kildi Muhammad okazał się jednak niezdolny do zajęcia miasta i zmarł wkrótce potem. W następnym roku Baki Muhammad dalej musiał walczyć z Sujundżikidami i zmarł podczas kampanii.
Chanem zgodnie z zasadą senioratu został teraz Wali Muhammad. Kazachowie pod przywództwem Iszim-chana (1598–1628) rozciągnęli swoją kontrolę z Taszkentu aż do prawego brzegu Syr-darii, jednak emirowie Wali Muhammada odnieśli nad nim poważne zwycięstwo prawdopodobnie w 1608 roku i odbili Taszkent. Niemniej przez następne pięć lat miasto miało przechodzić z rąk do rąk. Tymczasem wokół synów Din Muhammada, Imam Kuliego (1611–1642) i Nazr Muhammada (1642–1645) zaczęła się tworzyć odrębna frakcja. Nazr Muhammad, któremu Wali Muhammad nadał Balch, w roku 1607 pokonał dwóch szibanidzkich wygnańców, Dżahangira i Muhammada Salima, co „zakończyło wszelkie szibanidzkie próby odzyskania Czyngisydzkiego chanatu w Transoksanii i Balchu”. Zamiast go za to wynagrodzić, Wali Muhammad obawiając się jego rosnącego prestiżu odebrał Nazr Muhammadowi Balch, co jednak doprowadziło do wybuchu walk pomiędzy stronnictwami Walidów (popierających Wali Muhammada i jego syna Rustama) oraz Dinidów (zwolenników synów Din Muhammada). Wczesną wiosną 1611 roku, w obliczu utraty poparcia, Wali Muhammad poszukał schronienia u szacha Abbasa. Powrócił z Safawidzkimi posiłkami, jednak pomimo początkowych sukcesów zginął w bitwie pod Dżardżi w pobliżu Samarkandy we wrześniu 1611 roku.

### Okres dwuwładzy

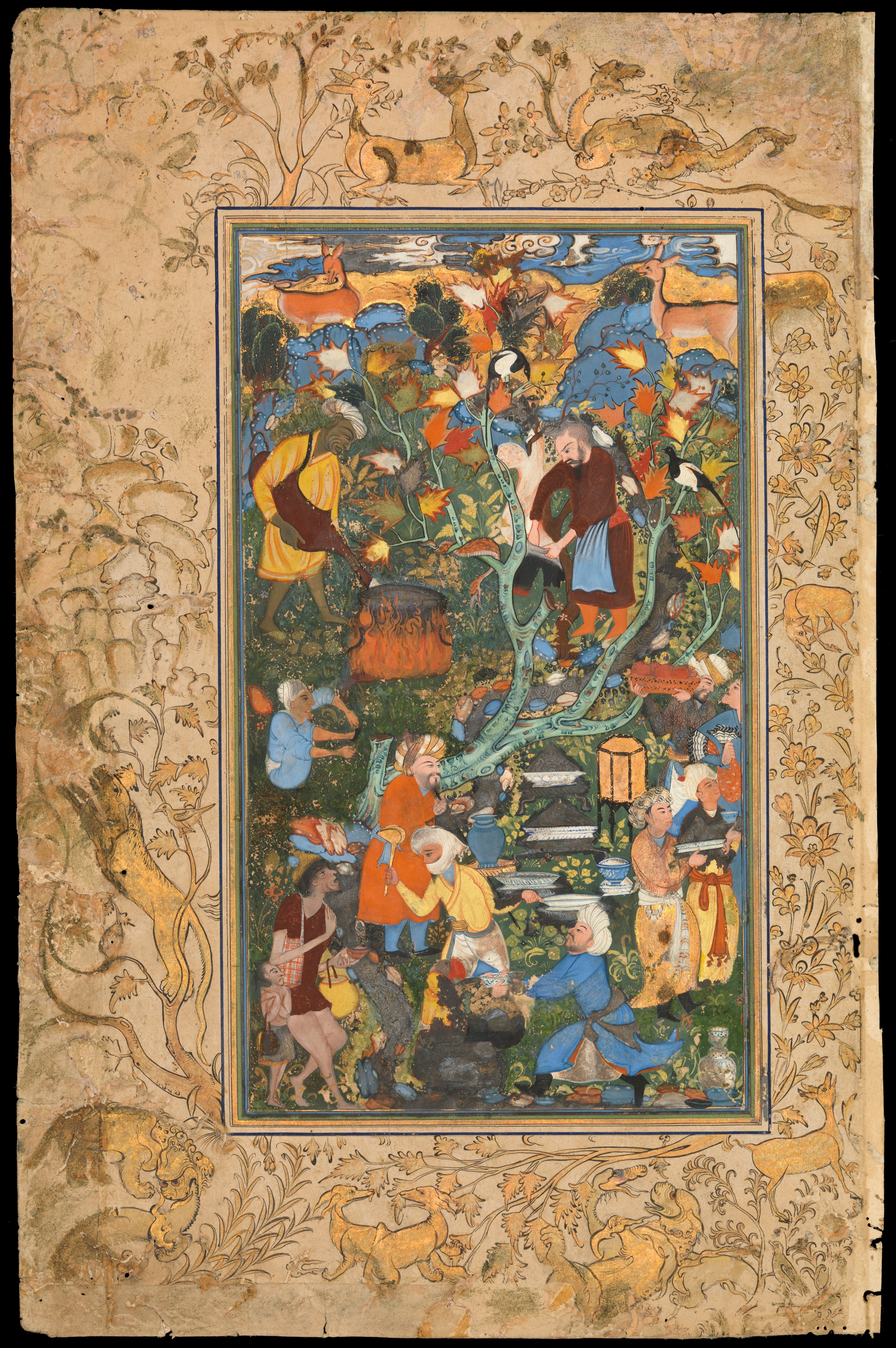
Przygotowania do uczty. Ilustracja Muhammada Murada Samarkandiego do rękopisu Bustanu Sadiego sporządzonego w Bucharze w 1616. Zbiory Chester Beatty Library

Chanat został teraz podzielony pomiędzy braci – podczas gdy Imam Kuli panował w Bucharze, Nazr Muhammad rządził w Balchu i Badachszanie. Głównym problemem panowania Imama Kulego były stosunki z nomadami, przede wszystkim Kazachami, ale także Kirgizami, Kipczakami, Kałmukami (Ojratami) i Karakałpakami. Kazachowie wsparli go w jego walce z Wali Muhammadem, za co ten uznał ich władzę nad Taszkentem, Turkiestanem i Sagardżem. Szybko jednak ponownie wybuchły walki pomiędzy Kazachami a chanatem. Starcia z pozostałymi grupami koczowników były związane z ich migracjami z terenów Deszt-i Kipczak na zachód, jakie zachodziły w tym okresie. W tym samym czasie Nazr Muhammad musiał się zmagać z zagrożeniem ze strony Safawidów, którzy wspierali syna Wali Muhammada, Rustama. W latach 1611–1623 Rustam lub jego zwolennicy przeprowadzili siedem kampanii przeciwko Balchowi, w roku 1614 nawet oblegając miasto. W roku 1622 siły Tukaj-Timurydów zagroziły jednak Heratowi i Abbas zgodził się na przeniesienie Rustama z dala od Chorasanu. Wojna wybuchła jednak na nowo gdy w Iranie do władzy doszedł Safi I (1629–1642) i pozwolił Rustamowi powrócić nad granicę. Po stronie Tukaj-Timurydów główną rolę w walkach odgrywał syn Nazra Muhammada, Abdel Aziz (1645–1680), który nie wahał się atakować Chorasanu nawet wbrew woli ojca. Pomimo kolejnych starć nie doszło jednak do żadnej zasadniczej zmiany satus quo pomiędzy stronami. Prawdopodobnie chcąc wykorzystać kryzys sukcesyjny po śmierci Dżahangira (1605–1627) w roku 1627 Nazr Muhammad zezwolił Abdel Azizowi na zaatakowanie Kabulu, nie udało się jednak zdobyć miasta. W następnych latach stosunki z Mogołami miały układać się poprawnie.
W roku 1641 Imam Kuli, cierpiący na postępującą ślepotę, abdykował na rzecz swojego brata i udał się na pielgrzymkę do Mekki, by ostatnie lata swojego życia spędzić w Medynie. W Chanacie Chiwy, ogarniętym wojną sukcesyjną po śmierci chana Isfandijara (1623–1642), jedno ze stronnictw poprosiło Nazr Muhammada o interwencję. Ten wysłał swojego kuzyna, Sufi Sultana, który opanował Chiwę i Urgencz tylko po to by po trzech latach zrzucić nominalną zwierzchność Buchary. Rządy Nazr Muhammada spotkały się z silną opozycją emirów Buchary, do czego mogły się przyczynić jego próby reformy mającej zastąpić nadania pastwisk wypłatami gotówki ze skarbu. Ostatecznie emirom udało się przekonać ambitnego Abdel Aziza by ten wystąpił przeciwko ojcu. Abdel Aziz zmusił ojca do abdykacji i 27 kwietnia 1645 roku został ogłoszony chanem. Nazr Muhammad powrócił do Balchu, gdzie wkrótce musiał się zmierzyć z inwazją Wielkich Mogołów. Syn Szahdżahana (1628–1658) Aurangzeb (1658–1707) w latach 1646–1647 okupował Balch, podczas gdy Nazr Muhammad szukał schronienia w Iranie. Koszta okupacji i wojna podjazdowa jaką prowadzili Abdel Aziz i jego brat Subhan Kuli (1680–1702) zmusiły jednak Aurangzeba do wycofania się. Ostatnie lata panowania Nazr Muhammada w Balchu były naznaczone walką Subhan Kuliego z Abdel Azizem o kontrolę nad regionem. Ostatecznie Nazr Muhammad przekazał swoje dominium Subhan Kuliemu i wzorem brata udał się na pielgrzymkę, podczas której zmarł 19 lipca 1651 r.

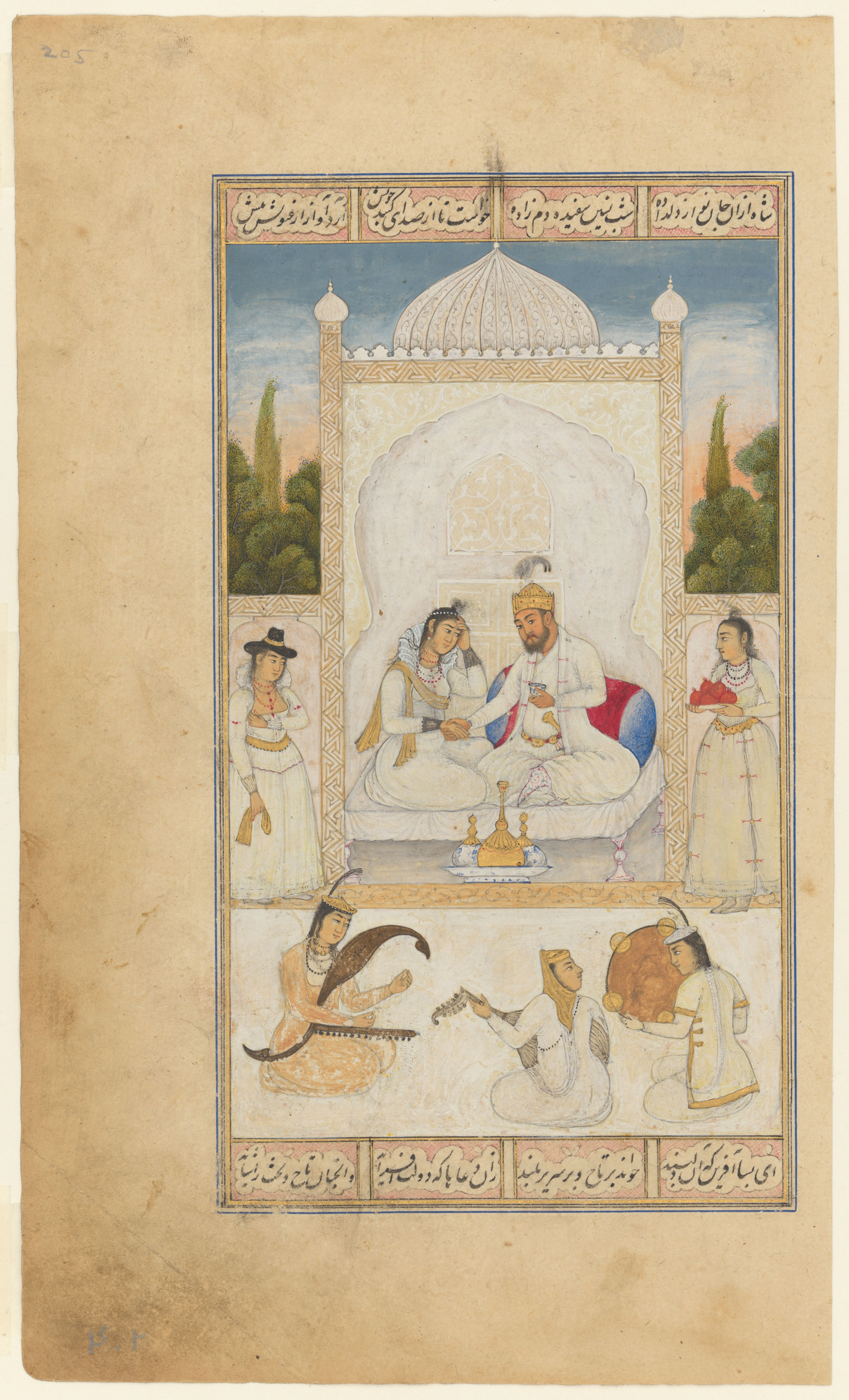
Bahram Gur i irańska księżniczka w białym pawilonie. Ilustracja do rękopisu Haft Pajkar Nezamiego. Przypisywane Muhammadowi Mukimowi (malarz), kaligrafia autorstwa Mully Barkiego. Datowane na 25 kwietnia 1671, wykonane na zlecenie bibliotekarza chana Abdel Aziza. Zbiory Chester Beatty Library

Chanat ponownie miał dwóch władców, dwóch braci rezydujących jeden w Bucharze, a drugi w Balchu. Siły Buchary wycofały się z Chorezmu w momencie dojścia Abdel Aziza do władzy, zaś Chanat Chiwy uzyskał silnego władcę w osobie Abulghaziego (1644–1663). Abulghazi przeprowadził przynajmniej cztery duże wyprawy przeciwko Bucharze. Nie udało mu się zająć miasta, jednak wyczerpały one zasoby Abdel Aziza, który nie otrzymał żadnej pomocy od swojego brata. Syn Abulghaziego, Anusza Muhammad (1663–1685), kontynuował najazdy ojca i w roku 1681 udało mu się nawet przejściowo zająć Bucharę. Po tym wydarzeniu zrezygnowany Abdel Aziz abdykował na rzecz Subhan Kuliego i wzorem ojca i wuja udał się do Mekki. W roku 1685 Anusze udało się zdobyć Samarkandę, jednak wkrótce potem obalili go jego właśni emirowie, zmęczeni ciągłymi niekonkluzywnymi kampaniami przeciwko Tukaj Timurydom. Był to koniec najazdów Chiwy na Chanat Buchary. Najważniejszym procesem do którego doszło w trakcie ponad półwiecza rządów Abdel Aziza i Subhan Kuliego była wzrastająca niezależność poszczególnych grup Uzbeków. W rezultacie walk pomiędzy braćmi oraz ich niezdolności do zdobycia nowych terytoriów stawały się one coraz bardziej przywiązane do swoich miejsc osiedlenia. Terytoria nadane takim plemionom jak Kataghan, Ming, Juz i Kanikas stały się właściwie autonomicznymi państewkami. Z kolei Mangyci, skoncentrowani wokół Buchary, byli dominującą siłą w regionie. Tym samym, chociaż nominalnie uznawano zwierzchność chana, rzeczywista władza zaczęła spoczywać w rękach emirów, takich jak Mahmud Bij Kataghan, który rządził Badachszanem z Kunduzu, będąc założycielem lokalnej dynastii, Danijal Bij Mangyt, założyciel dynastii w Bucharze, oraz Uraz Bij Ming, założyciel dynastii w Majmanie.

### Decentralizacja władzy i dominacja Mangytów
Z początkiem XVIII wieku „przywódcy plemienni zyskali większą władzę i autonomię w stosunku do rządu centralnego podczas gdy ten ostatni, nie posiadając własnych sił zbrojnych (poza niewielką osobistą strażą chana) mógł tylko manewrować pomiędzy potężnymi wodzami, sprzymierzając się z jednym spośród nich przeciwko innym. Ale tego rodzaju sojusze nie były stabilne, co skutkowało generalną polityczną niestabilnością. Powiększała się ona przez spadek dochodów państwa w wyniku upadku międzynarodowego handlu karawanowego przez Azję Środkową, rozprzestrzenienie się zwolnień podatkowych dla wielkich właścicieli ziemskich oraz upadek autorytetu rządu centralnego w prowincjach”. Tej sytuacji starał się zaradzić Ubajdullah-chan II (1702–1711), który w roku 1708 próbował zgromadzić w skarbie dodatkowe środki poprzez reformę pieniężną polegającą na czterokrotnym obniżeniu zawartości srebra w nowych monetach, przy zachowaniu ich nominalnej wartości. Doprowadziło to jednak jedynie do zniechęcenia do niego kupców i rzemieślników, którzy byli jego potencjalnymi sprzymierzeńcami w walce z samowolą emirów. Ubajdullah ostatecznie został zamordowany przez spiskowców, zaś za panowania jego następcy Abul Fajz-chana (1711–1747) „rząd centralny stracił cały swój autorytet i kraj praktycznie rozpadł się na szereg plemiennych księstewek”. Balch ostatecznie oddzielił się od chanatu i był rządzony przez wodzów plemienia Ming, którzy zaprosili jako nominalnych chanów potomków Wali Muhammada. Kotlina Fergańska pozostawała poza kontrolą Buchary od końca XVII wieku i ostatecznie na jej terenie powstał Chanat Kokandzki, utworzony przez inny odłam Mingów. W roku 1722 Ibrahim Bij, wódz plemienia Keneges, wraz z kilkoma innymi przywódcami plemiennymi podniósł bunt w Samarkandzie i ogłosił chanem Radżab Sultana, kuzyna chana Chiwy Szir Ghaziego (1714–1727). Radżab Sultan wezwał na pomoc Kazachów, których dotknął wówczas najazd Kałmuków (Dżungarów) i uciekając przed nimi przekroczyli oni Syr-darię oraz „zaczęli pustoszyć Mawarannahr, niszcząc pola i sady oraz plądrując miasta i wioski. Osiadła ludność zaczęła uciekać z centralnych regionów chanatu, tak że zgodnie ze świadectwami współczesnych Samarkanda została całkowicie opuszczona, zaś w Bucharze zamieszkane pozostały tylko dwa kwartały miasta. [...] Do roku 1730 Kazachowie powrócili do Deszt-i Kipczak, ale rząd centralny w Bucharze został nieodwołalnie osłabiony i w latach 30. jego władza pozostała ograniczona do dystryktów w pobliżu stolicy”.
W samej Bucharze władza skupiła się teraz w rękach „opiekuna” (atalik, por. atabeg) chana, Muhammada Hakim Bija z plemienia Mangytów. Osłabiony chanat był łatwym łupem dla obcego najeźdźcy. W roku 1737 syn Nader Szaha (1736–1747), Reza Gholi Mirza, przekroczył Amu-darię i pokonał Abul Fajza, którego potem oblegał w Karszy. Reza Gholi został odwołany przez swojego ojca, jednak w roku 1740 Mawarannahr zaatakował sam Nader Szah. Abul Fajz poddał się bez walki i dzięki dyplomatycznym zdolnościom jego atalika Buchara została oszczędzona. Perska armia ściągnęła jednak kontrybucję w postaci zapasów żywności oraz wymusiła posiłki w postaci dziesięciu tysięcy jeźdźców pod wodzą syna Muhammada Hakima, Muhammada Rahima (1756–1758). Chanat stał się teraz zależny od Iranu, przy czym Nader Szah sprawował nad nim kontrolę poprzez Muhammada Hakima. Kiedy ten zmarł w roku 1743 i Buchara została splądrowana przez zbuntowane uzbeckie plemiona dotąd służący w perskiej armii Muhammad Rahim powrócił wraz ze swoimi oddziałami oraz dodatkowymi posiłkami z armii szacha, po czym stłumił plemienną rebelię i objął faktyczną władzę w chanacie na wzór swojego ojca. Kiedy Nader Szah zmarł w 1747 roku Muhammad Rahim zabił Abul Fajza i ustanowił marionetkowym chanem jego małoletniego syna, Abdel Mumina (1747 – ok. 1749). Ten jednak także został przez niego zamordowany, a kolejnym chanem został niejaki Ubajdullah (ok. 1748–1756), Czyngisyda prawdopodobnie wywodzący się z Chorezmu. W roku 1756 Muhammad Rahim sam ogłosił się chanem, uprzednio poślubiwszy córkę Abul Fajza. Następca Muhammada Rahima, jego wuj Muhammad Danijal Bij, miał powrócić do tradycji rządzenia w imieniu marionetkowych chanów z rodu Tukaj-Timurydów. Ostatni z nich, Abulghazi (1758–1785), został zdjęty z tronu przez syna Muhammada Danijala Szah Murada (1785–1801) w roku 1785. Faktyczne rządy Tukaj Timurydów w Chanacie Buchary zakończyły się jednak jeszcze z końcem pierwszej połowy XVIII wieku.
W funkcjonowaniu elity władzy w okresie tej dynastii nie zanotowano znaczących zmian. Cechą charakterystyczną bucharskiej administracji było przemieszanie zarządu państwowego z funkcjami służby dworskiej. Pierwszą pozycję po chanie w elicie władzy zaczął zajmować atalik – pierwszy minister, tzw. emir emirów. Od panowania Subhan Kuliego kierował on także sprawami wojskowymi i miał obowiązek dopilnowania odpowiedniego zaopatrzenia kraju w wodę. Diwanbegi, kolejna w hierarchii ważności osoba w państwie, sprawował funkcję ministra finansów, a w jego gestii leżała także polityka fiskalna. Perwanachi zajmował się sprawami dokumentów majątkowych i nadań, zaś kuszbegi był naczelnikiem kwatery głównej chana, z kolei topchibashi – naczelnikiem artylerii. Ważną pozycję na dworze zajmował osobisty sekretarz chana, który musiał być też specjalistą od panegiryków.

## Mangyci

### Problem legitymizacji i walka z przeciwnikami wewnętrznymi

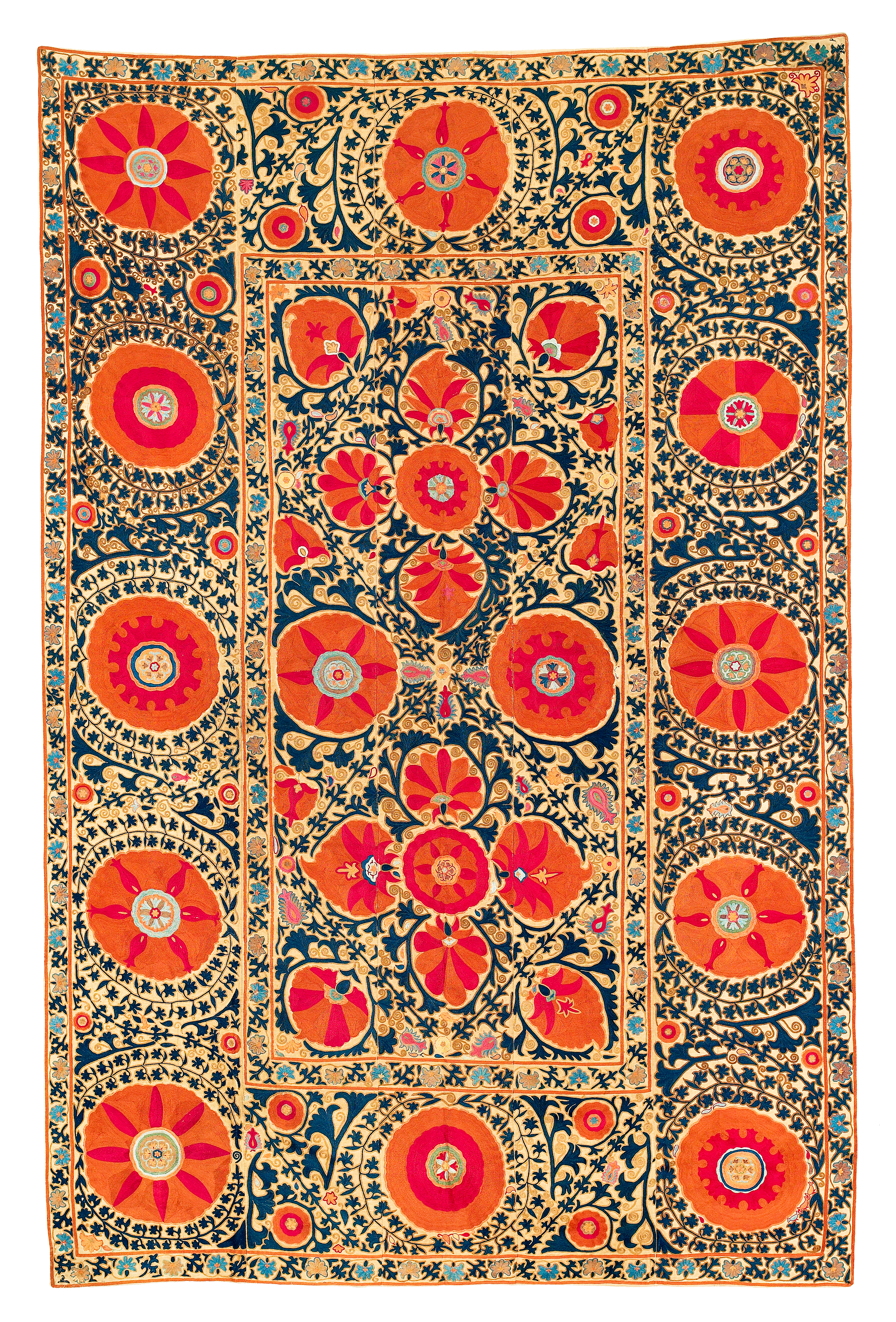
Tradycyjna haftowana tkanina (suzani) wykonana w Kermine (dzis. Nawoi) w pierwszej połowie XIX w.

Założyciel dynastii Mangytów, Muhammad Rahim, wywodził się z klanu Tuk-Mangyt i „wraz z nim, po raz pierwszy od czasów Czyngis-chana (1206–1227), członek plemienia nie należącego do Czyngisydów rządził w Transoksani”. To właśnie, dlatego że nie byli Czyngisydami Mangyci, na wzór Timurydów, początkowo rządzili w imieniu marionetkowych chanów. Z chwilą kiedy zdecydowali się objąć samodzielną władzę, musieli jednak poszukać jej nowej legitymacji. Muhammad Rahim ożenił się z kobietą z rodu Czyngisydów i twierdził, że ma wspólnego przodka z Czyngis-chanem. Szah Murad całkowicie odrzucił mongolską tradycję legitymizowania władzy, zastępując ją islamem. Używał jedynie tytułu emira i był członkiem tarikatu nakszbandijja, rządząc w znacznym stopniu dzięki jego poparciu. Był nazywany „bezgrzesznym emirem” (Amir-i ma'sum) oraz „derwiszem na tronie”. „Jego jedyną legitymacją była jego pobożność jako osoby i jako władcy”. Jego rządy charakteryzowały się drobiazgowym przestrzeganiem szariatu, co wiązało się z zakazywaniem wszelkich niezgodnych z nim zwyczajów. Podejmowane przez niego wyprawy na Chorasan były oficjalnie przedstawiane jako dżihad przeciwko niewiernym, tj. szyitom. Syn Szah Murada i córki Abul Fajza, Emir Hajdar (1800–1826), odwoływał się do swojego pochodzenia od Czyngis-chana, jak i przypisywania sobie pochodzenia od Mahometa (tj. bycia sajjidem). Ponadto przyjął on tytuł „Amir al-Mu’minin”, tradycyjnie przysługujący kalifowi. „Późniejsi władcy Buchary (aż do rewolucji 1917 roku) zawsze umieszczali tytuł 'chan' po ich imieniu (co było jego zwyczajowym miejscem) i tytuł 'emir' jako poprzedzający imię. Stąd można Bucharę za rządów Mangytów, od czasów Emira Hajdara, nazywać zarówno 'chanatem' jak i 'emiratem'”.
Wyniesienie Rahima Muhammada na urząd chana było poprzedzone niemal nieprzerwanymi wojnami z kilkoma uzbeckimi plemionami, które odmówiły uznania nowego władcy, takimi jak Burkut w regionie środkowego Zarafszanu, Keneges w Shahrisabz i w szczególności Juz w Hisarze. Te rebelie trwały niemal do końca jego rządów. Kiedy jego następca, Muhammad Danijal, na początku swojego panowania obwołał chanem małoletniego syna swojej córki (i prawnuka Abul Fajza) Fazila Töre (1758) „większość uzbeckich plemion i prowincjonalnych władców odmówiła uznania nowego chana i zbuntowała się; rebelianci oblegali nawet Bucharę i zostali odparci z wielką trudnością”. Muhammad Danijal był zmuszony do zdjęcia z tronu swojego wnuka i osadzenia na nim chana z rodu Tukaj-Timurydów, wspomnianego już Abulghaziego. Emir Hajdar musiał walczyć z rebelią Chitajów i Kipczaków w dolinie Zarafszanu, trwającą od roku 1821 do 1825. Plemienna arystokracja została ostatecznie zniszczona dopiero za panowania Nasrullaha (1827–1860), który rozpoczął swoje rządy od egzekucji setek prawdziwych i wyimaginowanych oponentów, zyskując przydomek „emira rzeźnika” (emir-i kassab). W walce z plemienną arystokracją nie wahał się on zabijać nawet członków własnego klanu. To także on rozpoczął politykę mianowania namiestników prowincji spośród osób niskiego pochodzenia i ustanowił stałą armię, w większości pieszą, rekrutowaną z ludności osiadłej i częściowo wyposażoną w broń palną oraz artylerię. To m.in. dzięki niej udało mu się w roku 1856 pokonać najpoważniejszych plemiennych przeciwników Mangytów, Keneges z Shahrisabzu. W rezultacie „Chanat Buchary stał się despotyczną monarchią, rządzoną poprzez rozbudowany aparat biurokratyczny. Osoby niskiego lub przynajmniej nie-Uzbeckiego pochodzenia (byli perscy niewolnicy, Turkmeni, etc.), związani z władcą więzami osobistej lojalności, zajmowali kluczowe stanowiska w tej biurokracji”.

### Wzmocnienie rządu centralnego

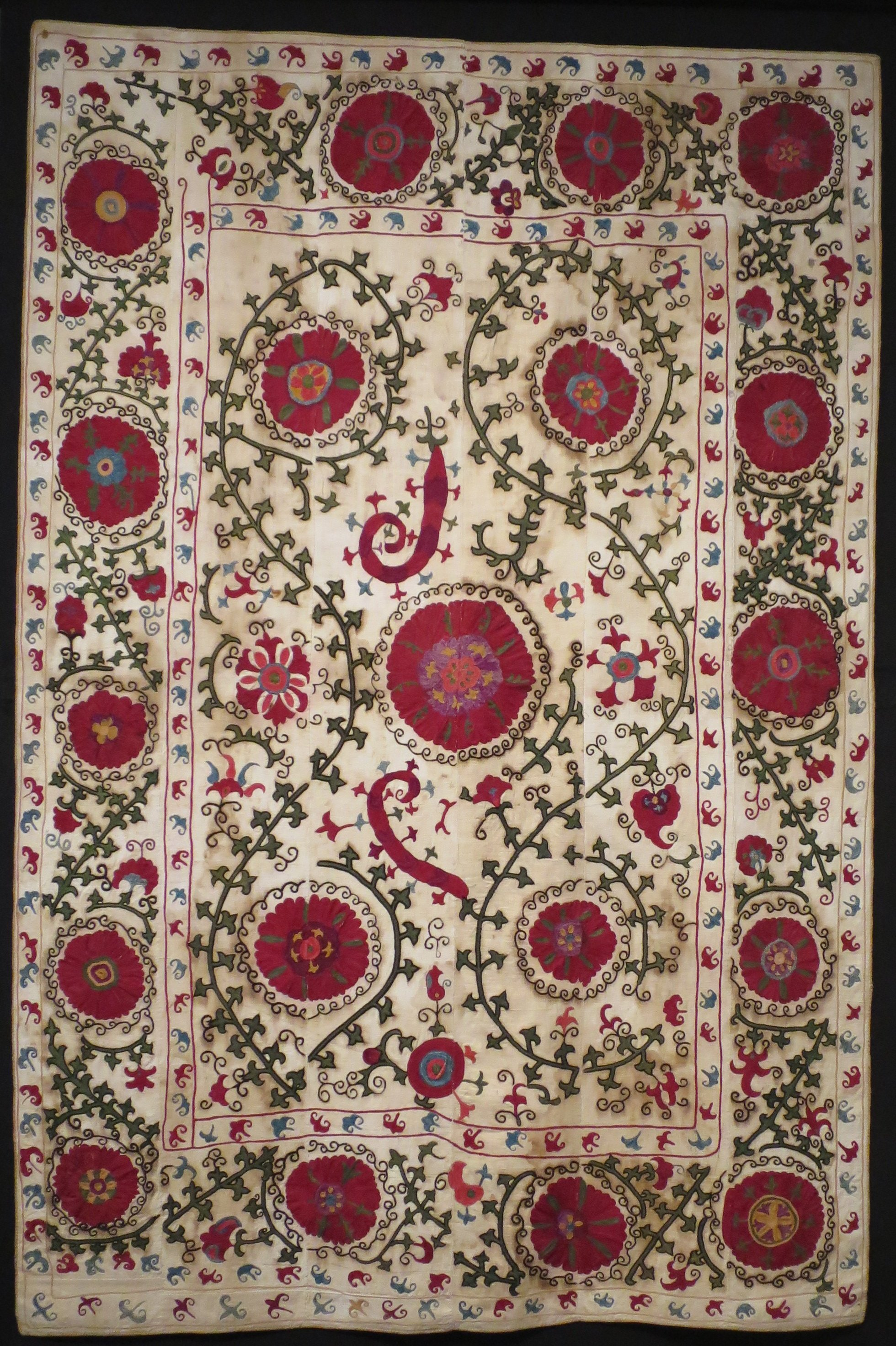
Suzani wykonana w okolicach Buchary w drugiej połowie XIX w. Zbiory Doris Duke Foundation for Islamic Art

„Charakterystyczną cechą rządów Mangytów był nagły upadek znaczenia wodzów plemiennych Uzbeków, wraz z paralelnym wzmocnieniem rządu centralnego w Bucharze. Mangyci mogli to osiągnąć dzięki poparciu, które otrzymali od ludności miast oraz stworzeniu niewielkiej stałej armii”. Ten proces był częścią zjawiska mającego miejsce także w dwóch pozostałych chanatach Azji Środkowej. Wcześniejszy polityczny i ekonomiczny kryzys regionu może być przypisany głównie upadkowi międzynarodowego handlu karawanowego oraz rosnącej izolacji Azji Środkowej od głównych szlaków handlowej i kulturalnej wymiany. Z kolei ekonomiczne i polityczne odrodzenie może być przypisane wzrostowi handlu z Rosją, który przyczynił się do odrodzenia miast i powstania nowych ośrodków, zaś ludność miejska ze swojej natury potrzebowała politycznej stabilności. Jednocześnie wśród koczowników rosła tendencja do osiedlania się, szczególnie wśród Uzbeków, których arystokracja uzyskała znaczącą własność ziemską i chciała ją rozwinąć w główne źródło swojego dochodu, zbliżając się tym samym do ludności miejskiej. Te dwa równoległe procesy stały u źródeł tendencji centralizacyjnych w państwach Azji Środkowej.
W okresie panowania dynastii Mangytów wzrastała rola monarchy w elicie władzy państwa bucharskiego. Stało się ono monarchią absolutną, a władca otoczony był kultem. Przez urzędników określany był jako „Najwyższa Światłość”, „Najświatlejszy Emir” czy po prostu „Słońce”. W czasie panowania dynastii mangyckiej wzrosła rola kuszbegiego, który stał się najważniejszą po emirze osobą w elicie władzy, a jako najwyższy wezyr spełniał funkcje premiera. To zatem jemu podporządkowane były wszelkie instytucje administracyjne i przynależała władza wykonawcza, jak również zarządzanie okręgiem stolicy. Kuszbegi, mieszkając cały czas w pałacu emira, był także jego doradcą, na przykład z jego rekomendacji władca wyznaczał zarządzających poszczególnymi jednostkami terytorialnymi. Ciągłe przebywanie z emirem miało zapewniać także kontrolę władcy nad jego działaniami. Administracja bucharska formalnie kierowana była przez radę państwa z emirem na czele oraz przez diwany (ministerstwa). Rada państwa, zwana też radą stanu, była zwoływana przez władcę w celu dyskutowania o najważniejszych kwestiach politycznych. Niemniej jej uprawnienia kontrolne wobec monarchy były faktycznie martwe, a władca nie był w tym organie pierwszym wśród równych, ale forsował swoją opinię – stąd rola rady sprowadzała się w pewnym uproszczeniu do funkcji doradczych. Do najbardziej znaczących ministerstw zaliczyć należy diwan finansów, kierowany przez diwanbegiego, który poza skarbem emira oraz polityką fiskalną zajmował się także kancelarią władcy. Ważną pozycję związaną z zadaniami służby bezpieczeństwa wypełniał kökeltasz, zaś wojskami kierował topchiloshkar. W samym pałacu emira pracowało trzystu różnych urzędników, lecz – co warto zauważyć – zakres obowiązków dla poszczególnych stanowisk zmieniał się. Urzędnikom – w zależności od typu zadań administracyjnych – przyznawano tytuły (rangi, stanowiska) cywilne, wojskowe bądź religijne. W schyłkowym okresie istnienia emiratu istniało trzynaście rang w administracji cywilnej (kuszbegi, diwanbegi, parwanachi, inok, dodho, biy, ishikagaboshi, toksaba, mirahur, karaulbegi, djevachi, mirzoboshi, chehraokasi), pięć – w wojsku (lashkarboshi, sarkadra, yuzboshi, chehraokasi, dahboshi), trzy – wśród urzędników religijnych (sadr, sudur i urok). Niezwykle istotny jest fakt, że praktyka polityczna Buchary była skonstruowana w ten sposób, że bracia oraz potomkowie danego urzędnika otrzymywali tytuł begidjon i stawali się kandydatami do stanowisk w państwie. Stanowiska polityczne były zajmowane tak przez ludność uzbecką (urug-dar), jak i tadżycką (shakird-pishya). Pilnowano, by w etnicznym aspekcie władzy panowała równowaga – zwykle drugą pozycję w elicie władzy (stanowisko kuszbegiego) zajmowała osoba pochodzenia irańskiego. Niekiedy władcy w znacznie większym stopniu ufali takim osobom – na przykład Nasrullah na wiele stanowisk najwyższego szczebla, włącznie z kuszbegim, powoływał potomków niewolników perskich.  Ważną rolę w elicie odgrywali także hodżowie (potomkowie najbliższych współpracowników Mahometa, pierwszych kalifów bądź Arabów, którzy zawojowali Mawerranahr), a szczególnie saydowie (potomkowie Mahometa). Hodżowie dzieli się na dwie warstwy: hoji sayd-ata oraz hoji juy-bari, przy czym ci pierwsi mieli wyższą pozycję, a zawdzięczali ją znajomości własnej genealogii. Na dworze bucharskim w każdy piątek organizowano spotkanie z elitą duchowieństwa (hodżami z grupy sayd-ata), na którym władca wysłuchiwał ich rad odnośnie do podejmowanych decyzji w aspekcie ich zgodności z prawem koranicznym. Do elity władzy związanej z islamem należeli poza nimi: sheyh-ul’-islam oraz hoja kalyan. Pierwszy pełnił funkcję najważniejszego duchownego doradcy emira, a także przewodził ulemom. W przypadku tego drugiego zwracano uwagę, że był on jedynym urzędnikiem, którego w dużej części w relacjach z emirem nie obowiązywał protokół. Od panowania Shohmurada można mówić o charakterze religijnym całej administracji państwowej. W okresie protektoratu Rosji nad Emiratem Bucharskim (od 1868 roku) funkcjonowanie elity władzy w sposób zasadniczy nie zmieniło się. Należy bowiem pamiętać, że carat – poza nakazaniem zniesienia niewolnictwa – nie ingerował w sprawy jego polityki wewnętrznej.

### Nieudane próby ekspansji i protektorat rosyjski

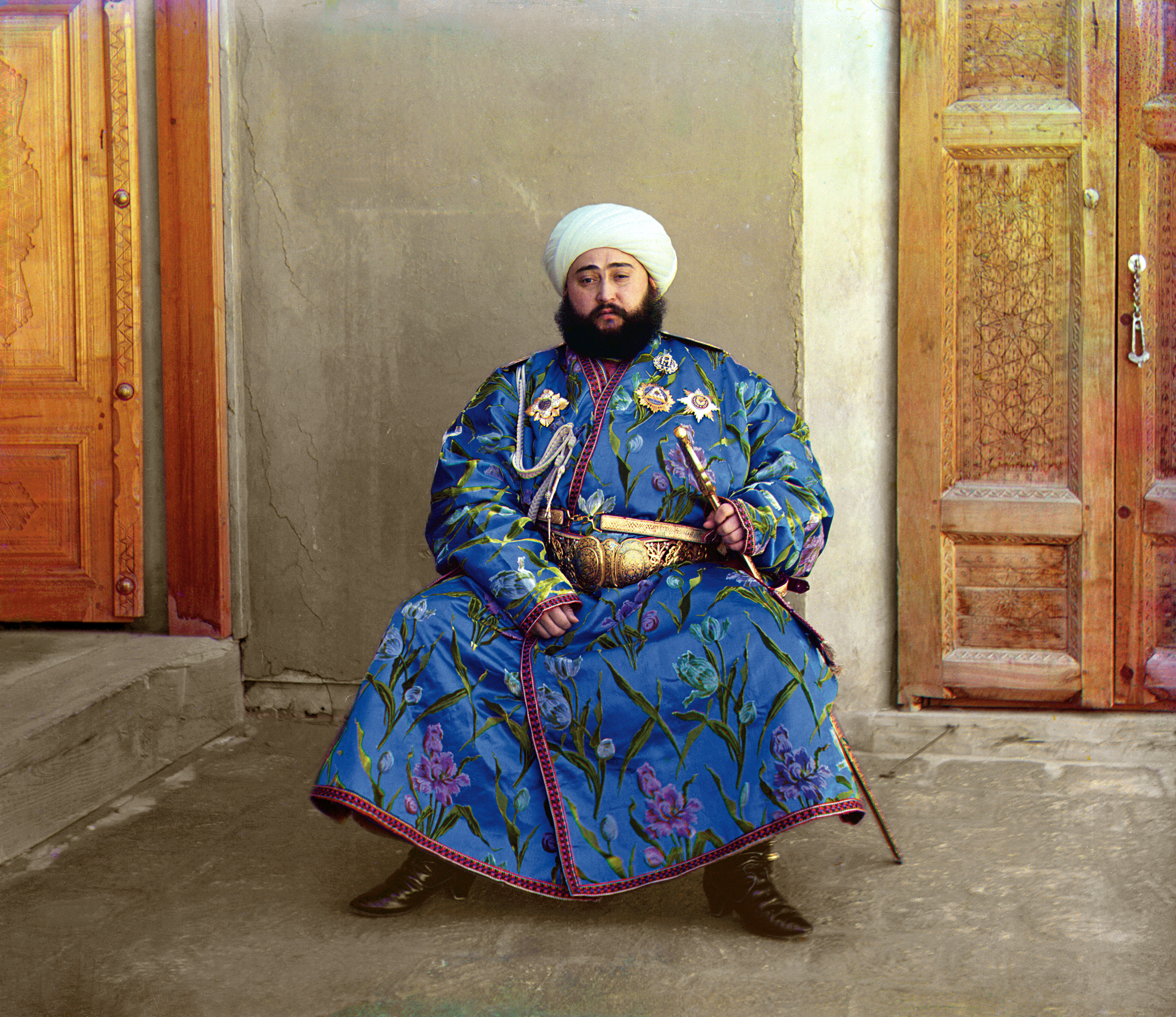
Muhammad Alim, ostatni chan Buchary, na zdjęciu autorstwa Prokudina-Gorskiego

Pomimo niemal ciągłych wojen z sąsiadami i pewnych militarnych sukcesów Mangytom nie udało się poszerzyć terytorium chanatu, ani nawet utrzymać go w całości. Szah Murad w roku 1788 lub 1789 zdobył Merw i przesiedlił większość jego ludności do Buchary, jednocześnie jednak utracił tereny na południe od Amu-darii na rzecz Timur Szaha (1772–1793). Niedługo po ogłoszeniu się chanem Chiwy w roku 1804 Eltüzer (1804–1806) zaatakował Bucharę, jednak ta wojna zakończyła się dla niego tragicznie, ponieważ w 1806 roku zginął w bitwie z siłami Buchary nad brzegiem Amu-darii. Niemniej wykorzystując walkę Emira Hajdara z plemiennymi rebeliami w latach 1821–1824 Chiwijczycy regularnie pustoszyli terytorium Buchary wzdłuż biegu Amu-darii i w roku 1822 zajęli Merw. Emirowi Hajdarowi udało się jednak w roku 1817 odbić terytoria na południe od Amu-darii. W roku 1842 Nasrullah pobił Chanat Kokandu i nawet zdobył jego stolicę, jednak szybko musiał się wycofać w obliczu powszechnego powstania. Za jego panowania w latach 1849–1850 ostatecznie utracono tereny na południe od Amu-darii na rzecz Afganistanu. Buchara walczyła także z Kokandem o zwierzchnictwo nad miastem Ura-Tiube, przez większość czasu pozostawało ono jednak pod zwierzchnictwem Kokandu lub samodzielne.
Emir Muzaffar (1860–1885) próbował osadzić na tronie Kokandu swojego kandydata, Chudajara (1844–1858, 1862–1863, 1865–1875). Kiedy jednak w roku 1865 przedsięwziął kolejną wyprawę na tereny Kokandu w celu wsparcia Chudajara na jego terenie znajdowały się już wojska rosyjskie. Rosjanie zajęli Taszkent, zaś Muzaffar zażądał ich wycofania się z miasta. Rosjanie jednak nie zamierzali spełnić jego żądania i w napiętej sytuacji szybko wybuchły walki pomiędzy obiema armiami znajdującymi się na terenie chanatu Kokandu. W latach 1866–1868 siły Buchary zostały pokonane w trzech bitwach, pomimo tego że ogłoszono dżihad przeciwko Rosjanom. Zgodnie z traktatem pokojowym podpisanym 30 czerwca 1868 roku chanat utracił Samarkandę wraz z przyległym do niej regionem, zgodził się zapłacić reperacje wojenne i otworzyć kraj dla rosyjskich kupców. Formalnie Buchara była traktowana jak równorzędny partner, jednak w rzeczywistości stała się rosyjskim protektoratem i chan miał być związany w wielu swoich decyzjach, szczególnie dotyczących stosunków zagranicznych, jednak także niektórych spraw wewnętrznych, takich jak np. budowa linii telegraficznych lub kolejowych. W większości spraw wewnętrznych ostatni władcy Buchary mieli jednak zachować autonomię i „byli niemal jednogłośnie charakteryzowani przez rodzimych historiografów i obcych podróżników jako okrutni despoci i wyzyskiwacze. Tak więc Abdulahad-chan nigdy nie spełnił swojej obietnicy humanizacji systemu prawnego i nałożył na chłopów podatki ośmiokrotnie wyższe niż w rosyjskim Turkiestanie. Alim-chan, który spędził cztery lata w korpusie kadetów w Petersburgu i ogłosił walkę z korupcją oraz modernizację systemu edukacyjnego zgodnie z poglądami Dżadidów [...] faktycznie co do zasady prowadził politykę ultra-konserwatywną”.
Z rosyjską pomocą do Buchary przyłączono górskie tereny w górnym biegu Zarafszanu (1870) i księstwa zachodniego Pamiru (1895), co miało stanowić rekompensatę za utratę Samarkandy. Zarówno Abdulahad (1885–1910) jak i Muhammad Alim (1910–1920) utrzymywali bliskie stosunki z rosyjskim dworem i otrzymali rosyjskie honorowe stopnie wojskowe oraz ordery wysokiej rangi, przy czym często odwiedzali oni Rosję i zwykli spędzać lato w swojej willi na Krymie. Muhammad Alim starał się zwalczyć opozycję, jednak jego wysiłki w tym zakresie spełzły na niczym. Wraz z połączeniem się organizacji Młodych Bucharczyków z Komunistyczną Partią Buchary i dzięki pomocy bolszewików, którzy zdobyli władzę w Turkiestanie w roku 1917, w roku 1920 Alim-chan został obalony. 6 października tego roku chanat został formalnie zniesiony a na jego terenie proklamowano Bucharską Ludową Republikę Radziecką.